# Літтлфілд (Техас)
Літтлфілд (англ. Littlefield) — місто (англ. city) в США, в окрузі Лемб штату Техас. Населення — 5943 особи (2020).

## Географія
Літтлфілд розташований за координатами 33°55′9″ пн. ш. 102°20′6″ зх. д. / 33.91917° пн. ш. 102.33500° зх. д. (33.919081, -102.334880).  За даними Бюро перепису населення США в 2010 році місто мало площу 16,38 км², уся площа — суходіл.

## Демографія
Згідно з переписом 2010 року, у місті мешкали 6372 особи в 2318 домогосподарствах у складі 1632 родин. Густота населення становила 389 осіб/км².  Було 2752 помешкання (168/км²).
Расовий склад населення:
| - 74,1 % — білих - 6,2 % — чорних або афроамериканців - 0,6 % — корінних американців - 0,2 % — азіатів - 16,3 % — осіб інших рас |

До двох чи більше рас належало 2,5 %. Частка іспаномовних становила 54,7 % від усіх жителів.
За віковим діапазоном населення розподілялося таким чином: 29,5 % — особи молодші 18 років, 56,2 % — особи у віці 18—64 років, 14,3 % — особи у віці 65 років та старші. Медіана віку мешканця становила 34,1 року. На 100 осіб жіночої статі у місті припадало 98,7 чоловіків;  на 100 жінок у віці від 18 років та старших — 91,8 чоловіків також старших 18 років.
Середній дохід на одне домашнє господарство  становив 47 323 долари США (медіана — 35 642), а середній дохід на одну сім'ю — 55 944 долари (медіана — 43 912). Медіана доходів становила 37 675 доларів для чоловіків та 25 781 долар для жінок. За межею бідності перебувало 26,7 % осіб, у тому числі 37,1 % дітей у віці до 18 років та 19,3 % осіб у віці 65 років та старших.
Цивільне працевлаштоване населення становило 2539 осіб. Основні галузі зайнятості: освіта, охорона здоров'я та соціальна допомога — 23,2 %, виробництво — 13,4 %, роздрібна торгівля — 12,1 %.